# Онлайн социална мрежа
Онлайн социалната мрежа е платформа за изграждане на социална мрежа или социални взаимоотношения между хора, които споделят общи интереси, дейности, история или познания. При онлайн социалните мрежи страниците на профилите на потребителите дават възможност за създаване на различни връзки между страници, имат възможности за увеличаване потребителското съдържание и създаване на диалог между потребителите. Повечето услуги са базирани в интернет, въпреки че такива услуги могат да се реализират и чрез вътрешни за дадена организация мрежи – интранет. Социалните мрежи позволяват на потребителите да споделят идеи, снимки, статии, дейности и интереси с хората в тяхната мрежа.